# Liberto Callejas
Juan Perelló Sintes (islas Baleares, 1884-México, 1969), conocido por su seudónimo Liberto Callejas, fue un periodista español, de pensamiento anarquista.

## Biografía
Nacido en las islas Baleares en 1884, su nombre era Juan Perelló Sintes. Miembro de «Los Solidarios» —y más tarde en la órbita del grupo «Nosotros»—, estuvo exiliado en Francia durante la dictadura de Primo de Rivera, junto a Ascaso y Durruti; en París, fue presidente de la Librairie International, sede de la Union Anarco-communiste francesa. Tras la proclamación de la Segunda República en abril de 1931, Callejas retornó a España, instalándose en Barcelona.
En El eco de los pasos, García Oliver señala su avidez por la lectura e inclinación por un anarquismo individualista. Tuberculoso y descrito por Ramón Liarte como «un tolstoiano que escribía artículos de fondo que echaban chispas y rayos de luz manumisora», fue director de Solidaridad Obrera en dos periodos, en 1932 y 1936, con posiciones próximas a Felipe Alaiz. Entre ambas etapas dirigió CNT en Madrid, en 1934. A lo largo de su vida colaboró además de en estas publicaciones en Crisol, Ideas o Acción, la versión en castellano de la Revue Internationale Anarchiste, entre otras, además de dirigir los periódicos Iberón, Liberión y Voz Libertaria y escribir el prólogo de la edición en castellano del libro La vie ardente et intrépide de Louise Michel de Fernand Planche —ensayo sobre la escritora y anarquista francesa Louise Michel, protagonista de la Comuna de París—. Tras la guerra civil se exilió en México, donde falleció en 1969. Sobre él se publicó en 2012 una biografía titulada Liberto Callejas, l’anarquista incommovible, obra de Josep Portella.